# Yle TV1
Yle TV1 – kanał telewizyjny fińskiego nadawcy publicznego Yleisradio. Jest pierwszym i najstarszym kanałem telewizyjnym w Finlandii. Nadaje również program w rozdzielczości HD

## Historia
Kanał rozpoczął nadawanie 1 stycznia 1958 jako Suomen Televisio (Telewizja Fińska). Pierwszy program nadano z Domu Towarowego Stockmann a sygnał przekazano kablem. W roku 1964 Yleisradio przejęło telewizję Tamvisio z Tampere i zmieniło nazwę na TV-ohjelma 1. Następna zmiana nazwy miała miejsce w latach 70, kiedy stacja rozpoczęła nadawanie w kolorze.

## Format
Oferta programowa jest złożona z programów informacyjnych, dokumentalnych i edukacyjnych.